# 110289 Dufu
110289 Dufu este un asteroid din centura principală de asteroizi.

## Descriere
110289 Dufu este un asteroid din centura principală de asteroizi. A fost descoperit pe 23 septembrie 2001 la Observatorul Desert Eagle de William Kwong Yu Yeung. Asteroidul prezintă o orbită caracterizată de o semiaxă mare de 3,19 ua, o excentricitate de 0,15 și o înclinație de 15,3° în raport cu ecliptica.